# Равна (област Варна)
Вижте пояснителната страница за други значения на Равна.
Равна е село в Североизточна България. То се намира в община Провадия, област Варна.

## Население
Численост на населението според преброяванията през годините:
| \| Година на преброяване \| Численост \| \| --------------------- \| --------- \| \| 1934 \| 752 \| \| 1946 \| 765 \| \| 1956 \| 610 \| \| 1965 \| 523 \| \| 1975 \| 518 \| \| 1985 \| 489 \| \| 1992 \| 326 \| \| 2001 \| 206 \| \| 2011 \| 149 \| \| 2021 \| 111 \| |           |
| Година на преброяване | Численост |
| 1934 | 752       |
| 1946 | 765       |
| 1956 | 610       |
| 1965 | 523       |
| 1975 | 518       |
| 1985 | 489       |
| 1992 | 326       |
| 2001 | 206       |
| 2011 | 149       |
| 2021 | 111       |

### Етнически състав

#### Преброяване на населението през 2011 г.
Численост и дял на етническите групи според преброяването на населението през 2011 г.:
|                     | Численост | Дял (в %) |
| Общо                | 149       | 100       |
| Българи             | 148       | 99,32     |
| Турци               | –         | –         |
| Цигани              | –         | –         |
| Други               | –         | –         |
| Не се самоопределят | –         | –         |
| Неотговорили        | 1         | 0,67      |

## Религия
Църквата в селото е посветена на Света Марина. Храмът е построен през 1929 година и днес се нуждае от спешен ремонт, защото не е ремонтиран почти 100 години.

## Културни и природни забележителности

### Манастир „Св. Богородица“
Останките на средновековения укрепен манастир „Св. Богородица“ се намира в близост до жп спирка Равна, на около 3 км северозападно от центъра на селото. Манастирът е с неправилна елиптична форма, следваща конфигурацията на терена, като е разположен на малък хълм в северното подножие на крепостта в местност „Калето“ при село Черковна. От запад манастирът е защитен от малък десен приток на река Провадийска.

### Скални феномени
Множество скални феномени, един от които е „Пробитият камък“

## Редовни събития
Честване на празника на селото „Маринден“ 30 юли. Също така и множество други празници, като се спазват всякакви традиции.